# هربرت پانسه
هربرت پانسه (انگلیسی: Herbert Panse; ۶ مارس ۱۹۱۴ – ۲۵ اوت ۱۹۸۰) بازیکن فوتبال اهل آلمان بود.
از باشگاه‌هایی که در آن بازی کرده‌است می‌توان به اشاره کرد.
وی همچنین در تیم ملی فوتبال آلمان بازی کرده‌است.